# Burgstall Buschstellinger
Der Burgstall Buschstellinger, auch Burg Behlingen genannt, ist eine abgegangene Motte, die am westlichen Talrand der Kammel auf einer Kuppe bei Behlingen im Landkreis Günzburg liegt.

## Beschreibung
Es handelt sich um eine Hochmotte (umwallter Turmhügel) mit Holzpalisaden, die nur im inneren Bereich doppelschaliges Mauerwerk aufweist. Steiler Abfall nach Nordwesten, mäßig abfallend nach Süden und Südosten, flaches Gelände nach Nordosten. Die Süd- und Westfront werden von einem schmalen Randwall begleitet, der drei Meter zu einem schwach ausgeprägten Graben abfällt, dem nur im Süden ein Außenwall vorgelagert ist. Reste des Grabens sind auch im Norden feststellbar.

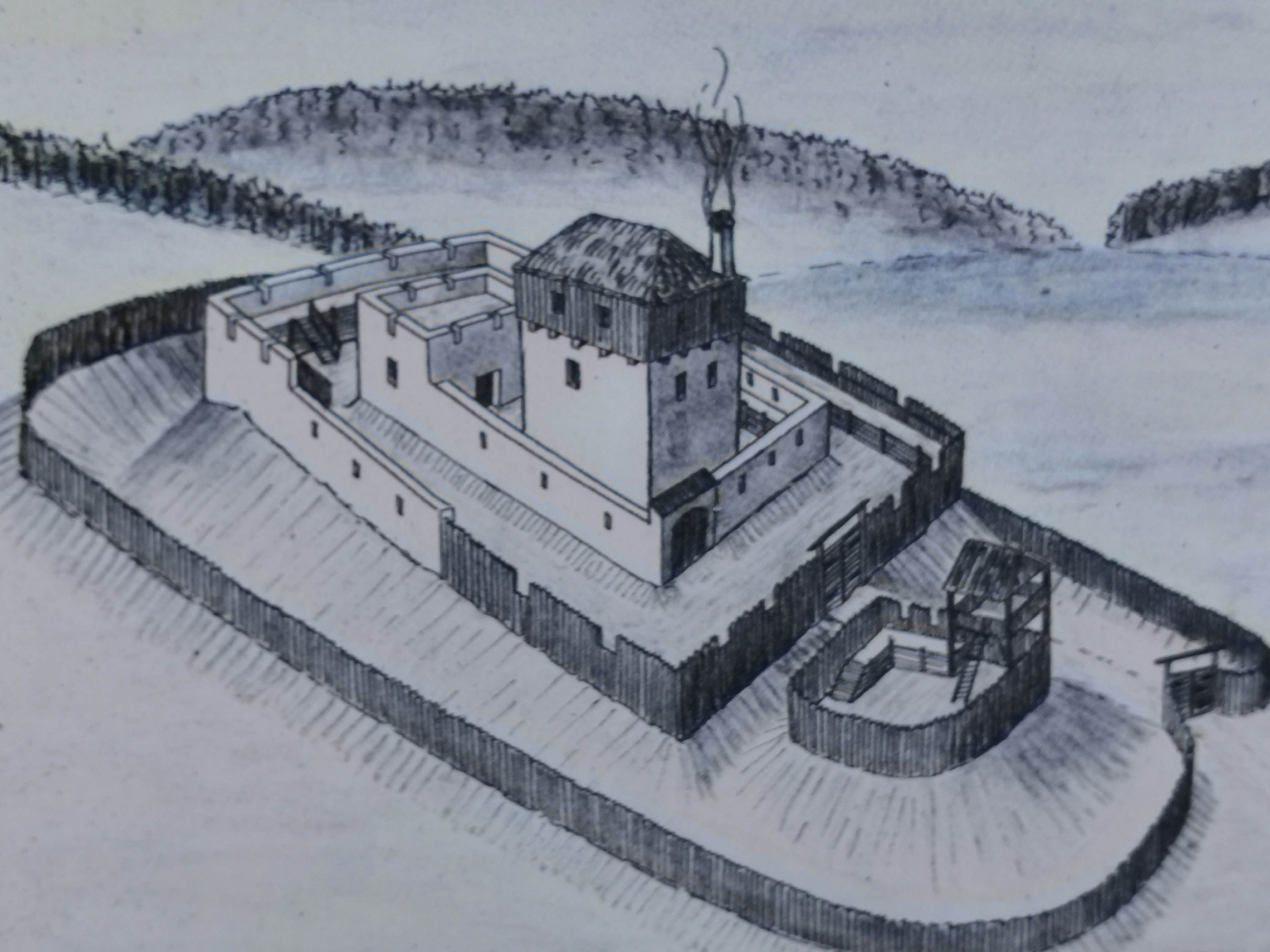
Abbildung Burg

## Geschichte
Die Burg stammt aus dem 11./12. Jahrhundert und sei aufgrund eines außergewöhnlichen Ereignis verschwunden:
Das in frühen Zeiten auf der Burg lebende Rittergeschlecht habe immer großen Wert auf gutes Einvernehmen mit ihren Grundholden gelegt. Später aber als die Ritter ihre großen ritterlichen Tugenden verleugneten, wurde das anders. Die Forderungen der Burgherren wurden immer härter und die Bauern seufzten bald unter den vielen Zehnten, Gilten, Frondiensten und sonstigen Abgaben. Eines Freitags, mitten in der heißen Getreideernte, traf es ein paar Bäuerinnen, Dampfnudeln zur Burg zu tragen, den herrschaftlichen Zungen, Gaumen und Mägen erschienen die Dampfnudeln doch zu hart. In ihrem Übermut dachten sie, die Dampfnudeln wären gerade recht zum Ballspielen. Bald flogen unter Grölen und Schreien die vielen weißen Dampfnudeln hin und her. Da durchzuckte mitten aus heiterem Himmel ein greller Blitz die Luft, schrecklicher Donner ließ Berg und Tal erzittern und als die im Schweiße ihres Angesichts arbeitenden erschrockenen Bauern von ihren Feldern zur Höhe sahen, trauten sie ihren Augen nicht, der Burgberg war leer, die Burg verschwunden.